# مجورچ (یاگودینا)
مجورچ (به صربی: Međureč) یک منطقهٔ مسکونی در صربستان است که در یاگودینا واقع شده‌است. مجورچ ۴۳۰ نفر جمعیت دارد.